# Metro Izmir
Die Metro Izmir (türkisch İzmir Metrosu) in der westtürkischen Stadt Izmir ist eines der fünf U-Bahn-Systeme in der Türkei. Die Metro von İzmir besteht derzeit noch aus nur einer Linie. Diese ist 27 km lang und hat 24 Stationen. Die Fahrt auf der Strecke, die unterirdisch, auf einem Viadukt und im Einschnitt verläuft, dauert etwa 45 Minuten. Die Bahnsteige sind 125 Meter lang, an ihnen halten 3-Wagen-Züge.

## Geschichte

Logo der Metro İzmir

Stationsymbol der Metro İzmir

| Die Metro İzmir in Daten                             | Die Metro İzmir in Daten                       |
| ---------------------------------------------------- | ---------------------------------------------- |
| Transportkapazität in Spitzenzeiten pro Richtung     | 45.000 Personen                                |
| Max. Transportkapazität pro Tag                      | 1.700.000 Personen                             |
| minimal gefahrene Taktintervalle                     | 2,5 Minuten                                    |
| Höchstgeschwindigkeit                                | 80 km/h                                        |
| Durchschnittl. Betriebsgeschwindigkeit               | 40 km/h                                        |
| Zugang                                               | Treppen, Rolltreppen, Aufzüge; Bahnsteigsperre |
| Zugang für Mobilitätseingeschränkte an jeder Station | ja, Aufzüge                                    |
| Durchschnittliche Reiselänge pro Passagier           | 6 km                                           |
| Linienfarbe                                          | Rot                                            |

### Vorplanungen

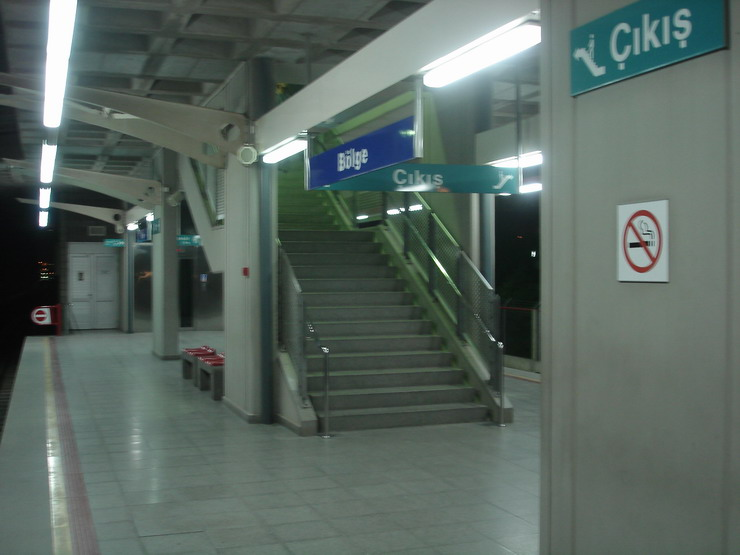
Die Metro-Station Bölge mit für İzmir typischer Beschilderung

Die Verkehrsbedingungen in der wachsenden Ägäis-Metropole verschlechterten sich, seit Anfang der 1980er Jahre der Individualverkehr auf İzmirs Straßen und mit ihm die Luftverschmutzung stetig zunahm. Das städtische Bussystem alleine war nicht mehr in der Lage, die Mobilität der Stadt ausreichend sicherzustellen. Die Bauarbeiten der İzmir Metro begannen am 18. Mai 1995. Zuvor hatten bereits im Jahr 1989 Heusch und Bosefeldt zwei Jahre lang Verkehrsstrommessungen auf den Hauptverkehrsachsen der Stadt vorgenommen. Die gewonnenen Erkenntnisse flossen in den für die Streckenfestlegungen zu bauender Metrolinien erstellten „Transport-Masterplan“ der Stadtverwaltung ein. Dabei wurden Prioritäten beim U-Bahn-Bau dahingehend gesetzt, dass das Busnetz v. a. an den am höchsten frequentierten Busrouten und Straßen der Stadt durch den Bau von schienengebundenen Schnellverkehrslinien ersetzt bzw. ergänzt werden sollte, da letztere eine höhere Transportkapazität haben. 1993 wurde der Vertrag zum Bau des Metrosystems unterzeichnet.

### Bau
Die erste Strecke wurde von einem Konsortium aus mehreren Unternehmen unter der Führung von Adtranz erbaut. Die Kosten beliefen sich auf etwa 500 Millionen US-Dollar. Eröffnet wurde sie am 25. August 2000 mit zehn Stationen. Anfang 2012 wurde die Strecke nach Norden um ca. 2 km und zwei Stationen (Ege Universität und Evka 3) verlängert. Eine weitere Verlängerung der Linie fand Ende 2012 statt, als die Stationen İzmirspor und Hatay, die sich am südlichen Ende der erweiterten Strecke befinden, dem Betrieb übergeben wurden. Damit wurde die Linie um weitere 1,7 km verlängert. Später wurden die Bahnhöfe Göztepe, Poligon und Fahrettin Altay eröffnet. Anfang 2024 wurden der U-Bahnlinie 7 neue Stationen hinzugefügt (Balçova, Çağdaş, Dokuz Eylül Üniversitesi Hastanesi, Güzel Sanatlar, Narlıdere İtfaiye, 100. Yıl Cumhuriyet Şehitlik und Narlıdere Kaymakamlık).

## Streckenverlauf
Die Metrolinie beginnt südwestlich des Zentrums von İzmir an der Station Narlıdere Kaymakamlık und verläuft zunächst unterhalb des Boulevards Mithatpasa Caddesi und İnönü Caddesi in nordöstlicher Richtung durch die Innenstadt (Konak). In Basmane verlässt die Metro den Tunnel und fährt oberirdisch weiter bis Bölge. Die Route führt durch Halkpınar und Hilal, einen der Bahnhöfe von Izmir, und von hier aus besteht die Möglichkeit, in das S-Bahn-System İZBAN umzusteigen – sowie die Station Stadyum am Sportstadion. In Bornova verläuft die Metro unterirdisch vorbei an der Ege-Universität bis Evka-3.
Die Stationen Narlıdere Kaymakamlık, 100. Yıl Cumhuriyet Şehitlik, Narlıdere İtfaiye, Güzel Sanatlar, Dokuz Eylül Üniversitesi Hastanesi, Çağdaş, Balçova, Fahrettin Altay, Poligon, Göztepe, Hatay, Izmirspor, Üçyol, Konak, Çankaya und Basmane im Südwesten der Linie sowie die neu eröffneten Stationen Ege Üniversite und Evka 3 am nordöstlichen Linienende liegen im Tunnel, die Stationen Hilal sowie Stadyum (Stadion) liegen auf einem Viadukt und die Station Bornova in einem Einschnitt.

## Technik und Fahrzeuge

### U-Bahn-System
Die Metro ist keine Stadtbahn, sondern eine „echte“ U-Bahn, weil sie völlig von anderem Schienenverkehr unabhängig und vom Straßenverkehr komplett getrennt als geschlossenes System auf einem eigenen Gleiskörper verkehrt.

### Spurweite und Energiezufuhr
Die Spurweite beträgt – wie auf allen U-Bahn-Systemen in der Türkei, z. B. in Istanbul, Ankara, und Adana – Normalspur 1435 mm.
Die Energiezufuhr erfolgt über eine seitliche Stromschiene. Die Stromabnehmer, die sich seitlich im unteren Bereich der Fahrzeuge auf Höhe der Drehgestelle befinden, bestreichen die Stromschiene, so dass auch auf den oberirdisch geführten Streckenabschnitten keine Oberleitung zu sehen ist. Die Gleichstromspannung beträgt 750 V.

### Wagenmaterial

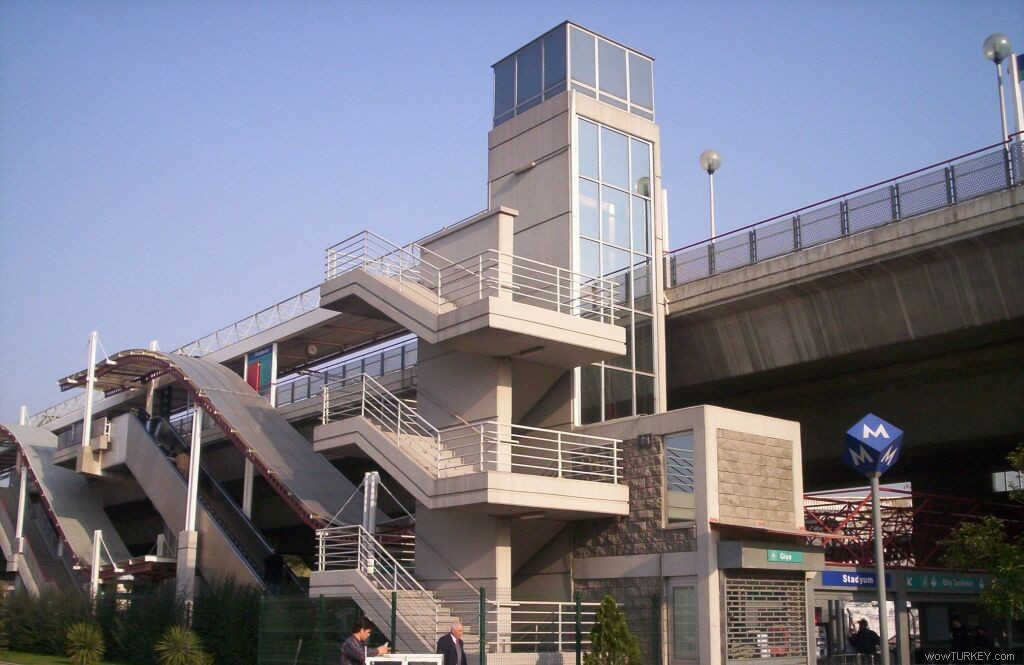
U-Bahnhof Stadyum

Die 2,65 m breiten und 3,76 m hohen (über Schienenoberkante) Metrowagen wurden vom Hersteller Bombardier geliefert. Es handelt sich um ein Modell der Baureihe Flexity Swift. Für einen schnellen Fahrgastwechsel hat jeder Wagen pro Seite vier Türen. Meist fahren die Metrozüge in Drei-Wagen-Einheiten. Zu Hauptverkehrszeiten können Vier-Wagen-Einheiten eingesetzt werden. Die Metrozüge sind aus rostfreiem Stahl gefertigt und weiß-schwarz lackiert. Die roten Applikationen unterhalb der Fenster sind charakteristisch für die Metro İzmir. Ein Wagen kann 300 Passagiere aufnehmen, davon 44 auf Sitzplätzen, der Rest sind Stehplätze.

## Bauabschnitte
Die Tunnel der Linie bestehen aus drei unterschiedlichen Abschnitten, bei denen unterschiedliche Tunnelbauverfahren zum Einsatz kamen.

### Der Nene-Hatun-Tunnel
Der Nene-Hatun-Tunnel ist der 1.384,7 Meter lange und ca. 10 Meter breite doppelgleisige Tunnelabschnitt, der die Station Üçyol mit der Haltestelle Konak im Stadtzentrum verbindet. Im Bereich der Stationen beträgt die Breite ca. 17 Meter. Ein zusätzlicher 141,58 m langer Tunnelabschnitt am Ende der Station Üçyol dient als Wendemöglichkeit für die Züge. Aufgrund eines Höhenunterschiedes von 70 Metern zwischen den zwei Stationen kam eine offene Bauweise nicht in Betracht, so dass dieser Abschnitt mit der Neuen Österreichischen Tunnelbaumethode (NÖT), im englischsprachigen Raum auch mit der Kennzeichnung New Austrian Tunneling Method (NATM) bekannt, erbaut wurde. Der Tunnel liegt dabei 30 bis 50 Meter unterhalb der Straßenoberfläche. Der Bahnsteig befindet sich aufgrund dessen 32,5 Meter unterhalb der Straßenoberfläche. Die Steigung zwischen den beiden Stationen beträgt 4 Prozent. Die Bauarbeiten für diesen Abschnitt begannen am 18. Mai 1995 an der Kreuzung Yeşilyurt (Üçyol) mit der Aushebung eines 32,5 Meter tiefen senkrechten Schachts mit einem Durchmesser von 15 Metern. Nach einer Bauzeit von 195 Tagen für den Schacht, begann die Erstellung des Nene-Hatun-Tunnels. Am 26. Mai 1996 wurde auch von der Station Konak aus mit der Herstellung begonnen, so dass dieser Tunnelabschnitt am 15. August 1997 fertiggestellt wurde.

### Die Ümmühan-Hauptzwillingstunnel
Die Ümmühan-Zwillingstunnel verbinden die Stationen Konak, Çankaya und Basmane. Sie stellten den schwierigsten Bauabschnitt dar. Eine besondere Herausforderung stellte das Grundwasser bereits in 1,5 m Tiefe dar, da die Tunnel und Stationen in einer Höhe unter dem Meeresspiegel liegen. Da sich auf diesem Streckenabschnitt antike Gebäude und bis zu achtstöckige Gebäude sowie eine enge Kurve mit einem Radius von 250 m befinden, wurde dieser Tunnelabschnitt mit der EPBM-Tunnelbaumethode erstellt. Danach besteht dieser Tunnelabschnitt aus zwei nebeneinander verlaufenden eingleisigen Röhren mit einem Innendurchmesser von 5,7 m und einer Gesamtlänge von 2753 m. Die Röhren verlaufen durchschnittlich 18 m unterhalb der Straßenoberfläche. Im Bereich der engen Kurve mit einem Radius von 250 Metern zwischen den Stationen Konak und Çankaya verlaufen die Tunnel nicht parallel, sondern trennen sich deutlich voneinander. Grund hierfür ist eine Wasserpumpstation sowie Gebäude mit tiefen Kellern und Fundamenten. Hier verlaufen die Tunnel genau unterhalb der Gebäude durch, so dass die Röhren hier am tiefsten führen. Der Bau der Zwillingstunnel erfolgte durch die von der Firma Herrenknecht speziell angefertigte Tunnelbohrmaschine (TBM) mit einem Bohrkopfdurchmesser von 6,56 m. Die Gesamtlänge der Tunnelbohrmaschine betrug 74 und die Vorschubkraft 44.300 kN / 350 bar. Am 25. August 1997 begannen die Bohrarbeiten mit Tunnelbohrmaschine von Basmane Richtung Konak. Aufgrund antiker Fundstücke während der Bauarbeiten, kam es zu zeitlichen Unterbrechungen. Diese Fundstücke werden heute an der Station Çankaya ausgestellt.

### Tunnelabschnitt Bornova – Evka 3
Der Bau des 2,25 km langen Tunnelabschnittes zwischen den Stationen Bornova und Evka 3 begann im August 2007 und führt durch den Kampus der Ege Universität. Im März 2012 wurde dieser Streckenabschnitt eröffnet. Der Tunnel wurde mit der offenen Bauweise erstellt. Die Gesamtkosten betrugen ca. 90 Millionen türkische Lira. Ursprünglich war diese Verlängerung bis ins Stadtzentrum Bornova geplant. Aufgrund hoher Deformationen an umliegenden Gebäuden wurde der geplante Tunnel von 3,4 km Länge auf 2,25 km gekürzt und die Endstation Bornova-Zentrum vorübergehend aus dem Projekt gestrichen.

## Ausbaupläne

### Streckenabschnitt Halkapınar – Otogar (Busbahnhof)
Mit dem Bau dieses Streckenabschnittes soll nach dem Ende der Bauarbeiten des Abschnittes Üçyol – F.Altay begonnen werden. Die ca. 4,5 km lange Strecke soll zum größten Teil unterirdisch verlaufen. Geplant sind vier Stationen nach Halkapınar: Vakıflar, Çamdibi, Altındağ und Otogar. Die Kosten für diesen Streckenabschnitt sowie der Bau werden vom Verkehrsministerium übernommen.

### Verlängerung ins Stadtzentrum Bornova
Aufgrund hoher Deformationen an umliegenden Gebäuden wurde die Endstation Bornova-Zentrum aus dem Projekt des im März 2012 neueröffnete Streckenabschnittes Bornova – Evka 3 gestrichen. Die Verlängerung ins Stadtzentrum Bornova soll jedoch nochmals untersucht und mit speziellen Bauverfahren erfolgen.

## Preissystem und Tarife
An jeder Station befinden sich Bahnsteigsperren, die nur mit gültigem Fahrausweis geöffnet werden können. Es existiert ein elektronisches Abbuchungssystem, sowie Rabatte für besondere Gruppen, u. a. Schüler, Rentner und Staatsbedienstete. Ein Einzelticket berechtigt dazu, die Metro (sowie den an die in das Tarifsystem integrierten Stadtbusse) 90 Minuten lang in beliebiger Richtung zu benutzen.

## S-Bahn Izmir (İZBAN)

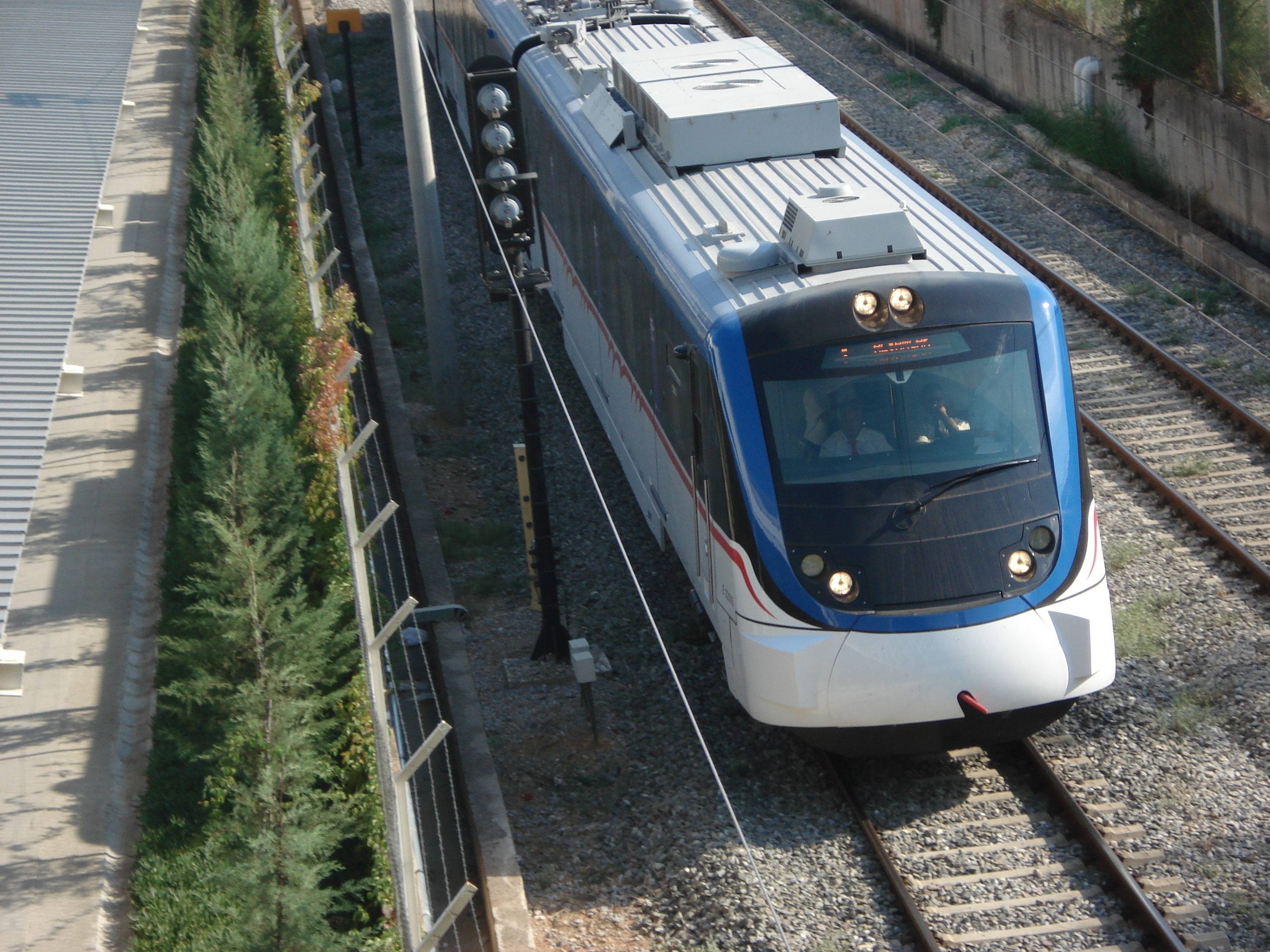
S-Bahn İzmir (İZBAN) am Flughafen Adnan Menderes (Baureihe E22000 des spanischen Herstellers CAF)

İzmir besitzt auch ein S-Bahn-Netz. Es ist 136 km lang. 